# Fouad Bachirou
Fouad Bachirou (* 15. April 1990 in Valence, Frankreich) ist ein französisch-komorischer Fußballspieler. Er steht seit Oktober 2024 beim englischen Siebtligisten Matlock Town FC unter Vertrag.

## Verein
Bachirou wuchs im Pariser Vorort Clichy auf, wo er bei USA Clichy mit dem Fußballspielen begann. Später wechselte er in die Jugendabteilung von Paris Saint-Germain. Dort rückte er 2006 in den Erwachsenenbereich auf, als er bei der im Championnat de France Amateur antretenden Reservemannschaft des Hauptstadtklubs eingesetzt wurde. Jedoch kam er weder unter Guy Lacombe noch dessen Nachfolger Paul Le Guen, den Cheftrainern der PSG-Profimannschaft, zu einem Einsatz in der Wettkampfmannschaft in der Ligue 1.
Im Sommer 2010 wechselte Bachirou zum schottischen Klub Greenock Morton in die zweitklassige First Division. Hier kam er zwar nur unregelmäßig in der Meisterschaft zum Einsatz, dennoch überzeugte er die Klubverantwortlichen und nach einer Spielzeit wurde der im Sommer 2011 auslaufende Vertrag um ein weiteres Jahr verlängert. In der Folge kam er unter Trainer Allan Moore häufiger zum Einsatz. Dennoch trennten sich Klub und Spieler, der eine neue Herausforderung suchen wollte, nach Ablaufen des Vertrages 2012 kurzzeitig, ehe sich beide Parteien im August auf eine neue Zusammenarbeit einigten. In der Zweitliga-Spielzeit 2012/13 wurde er mit der Mannschaft hinter Partick Thistle Vizemeister und qualifizierte sich damit für die neu eingeführte Scottish Championship als zweithöchster Spielklasse. Ende September verlängerte er gemeinsam mit seinem Mannschaftskameraden Nicolas Caraux die Verträge beim Klub bis 2015. Jedoch blieb in der Zweitliga-Spielzeit 2013/14 der Erfolg aus, als abgeschlagener Tabellenletzter mit lediglich sechs Siegen in 36 Spielen beendete der Verein die Saison auf dem Abstiegsplatz. Dabei gehörte Bachirou wettbewerbsübergreifend zu den am häufigsten eingesetzten Spielern und rückte in den Fokus der Fédération Comorienne de Football, so dass er im Frühjahr 2014 in der komorischen Nationalmannschaft debütierte.
Nachdem er Bachirou noch die Saisonvorbereitung in Schottland absolviert hatte, wechselte er Anfang August 2014 nach Schweden, wo er sich dem Zweitligisten Östersunds FK anschloss. Bei seinem neuen Klub gehörte er unter Trainer Graham Potter schnell zu den Stammspielern und bestritt bis zum Ende der Zweitliga-Spielzeit 2015 zehn Partien. In der folgenden Saison kam er in 29 der 30 Saisonspiele zum Einsatz und war somit entscheidend am erstmaligen Aufstieg in die Allsvenskan beteiligt. Nach Ende der Spielzeit 2016 verlängerte er im November seinen Vertrag bis Ende 2019. Im Mai des folgenden Jahres zog er mit dem Klub ins Endspiel um den schwedischen Fußballpokal ein. Während er das Spiel verletzungsbedingt verpasste, gewann die Mannschaft durch einen 4:1-Erfolg über IFK Norrköping durch Tore von Samuel Mensah, Hosam Aiesh, Alhaji Gero und Saman Ghoddos bei einem Gegentreffer von Linus Wahlqvist den Titel, mit dem sich der Verein erstmals für den Europapokal qualifizierte. In der UEFA Europa League 2017/18 erreichte die Mannschaft anschließend nach Erfolgen über Galatasaray Istanbul, CS Fola Esch und PAOK Thessaloniki die Gruppenphase und überstand sogar diese u. a. gegen Hertha BSC. Trotzdem verließ er in der Winterpause den Verein und schloss sich Rekordmeister und Ligarivale Malmö FF an. Hier gewann er in der Spielzeit 2020 die nationale Meisterschaft.
Am 26. August 2020 wechselte Bachirou zum englischen Zweitligisten Nottingham Forest und unterschrieb für zwei Jahre. Dort kam er in der folgenden Spielzeit allerdings nur zu drei Pflichtspieleinsätzen und so ging Bachirou im Sommer 2021 weiter zu Omonia Nikosia in die zyprische First Division. Dort war er drei Spielzeiten aktiv, absolvierte 96 Pflichtspiele, gewann zweimal den nationalen Pokal und kam in der UEFA Europa League sowie der UEFA Conference League zu Einsätzen. Im Oktober 2024 schloss sich Bachirou nach dreimonatiger Vereinslosigkeit dem englischen Siebtligisten Matlock Town FC an.

## Nationalmannschaft
Bachirou absolvierte von 2014 bis 2023 insgesamt 41 Partien für die komorische A-Nationalmannschaft. Sein Debüt gab er am 5. März 2014 im Freundschaftsspiel gegen Burkina Faso (1:1), als er über 90 Minuten zum Einsatz kam. Mit der Auswahl nahm er 2022 am Afrika-Cup teil und erreichte dort das Achtelfinale, wo man dem Gastgeber und späteren Drittplatzierten Kamerun mit 1:2 unterlag. Der defensive Mittelfeldspieler kam dabei in allen vier Partien des Wettbewerbs zum Einsatz.

## Erfolge
- Schwedischer Pokalsieger: 2017
- Schwedischer Meister: 2020
- Zyprischer Pokalsieger: 2022, 2023